# Municipio de Sucilá
El municipio de Sucilá (pronúnciese "Sukilá") es uno de los 106 municipios del estado mexicano de Yucatán. Su cabecera municipal es la localidad homónima de Sucilá.

## Toponimia
El nombre del municipio, Sucilá (se pronuncia Sukilá), proviene de la lengua maya su'uk, zacate, il, de, y ja', agua, significado así "agua de zacate".

## Colindancia

Mapa topográfico del municipio.

Se localiza entre los paralelos 21°7′ y 21°14′ de latitud norte y los meridianos 88°16′ y 88°25′ de longitud oeste. Limita, al norte con Panabá, al sur con Espita, al este con Tizimín, al oeste con Buctzotz.

## Datos históricos
- En la época prehispánica perteneció al cacicazgo de los Cupules.
- Después de la conquista se estableció el régimen de las encomiendas, entre las que se señala la de Josefa Chacón y Salazar en 1745.
- La evolución de la población comienza propiamente en 1821 cuando Yucatán se declara independiente de España.
- 1921: Se establece como municipio libre.

## Economía
El municipio de Sucilá, junto con el de Tizimín, se encuentra en una región eminentemente ganadera por los pastizales que se desarrollan gracias a las condiciones que favorecen el riego (agua suficiente en el subsuelo a no mucha profundidad y terrenos menos calcáreos que en otras regiones de la península) y a la misma precipitación pluvial que facilita el cultivo de grandes superficies de zacates y pastos. El ganado que se cría es básicamente bovino lo cual favorece también el desarrollo de una cuenca lechera que en las últimas décadas se ha venido impulsando.
También se distingue el municipio por su sembradíos de frutas, particularmente papaya que en los últimos años ha conocido una importante actividad exportadora. El cedro maderable ha crecido recientemente en términos de la superficie sembrada. Desde luego que también, como en el resto de Yucatán, hay milpas maiceras y se cultiva el frijol, chiles y calabaza.

## Atractivos turísticos
- Hay cuatro cenotes registrados en el municipio de Sucilá:
  - Dzibiak, no apto para el baño, sólo para observación.
  - K'Aax'Eek', sólo apto para la observación.
  - San Pedro Iii, apto para bañarse y la natación.
  - Sukil-Ha, sólo apto para la observación.

- Arquitectónicos:

En la cabecera municipal hay un templo católico en honor a Santiago Apóstol que fue construido en el siglo XVII.
- Fiesta popular:

Del 3 al 10 de septiembre se lleva a cabo la fiesta en honor de la Natividad de la Virgen María en la cual se hacen procesiones, se organizan gremios y vaquerías.